# Coupe du Portugal de football 1982-1983
Navigation
1981-1982 1983-1984

La Coupe du Portugal de football 1982-1983 est la 43e édition de la Coupe du Portugal de football, considéré comme le deuxième trophée national le plus important derrière le championnat. 
La finale est jouée le 21 août 1983, au stade des Antas à Porto, entre le Benfica Lisbonne et le FC Porto. Le Benfica remporte son dix-huitième trophée en battant le FC Porto 1 à 0 et réussit le doublé coupe-championnat cette saison, le FC Porto se qualifie pour la Coupe d'Europe des vainqueurs de coupe de football 1983-1984 en tant que finaliste perdant.

## Finale
| 21 août 1983 | Benfica Lisbonne | 1 - 0   | FC Porto | Stade des Antas        |                        |
|              |                  | (1 - 0) |          | Arbitrage : Mário Luís | Arbitrage : Mário Luís |
|              | Feuille de match |         |          | Arbitrage : Mário Luís | Arbitrage : Mário Luís |